# Danh sách IQ quốc gia theo ước tính của Lynn và Vanhanen (2002, 2006)

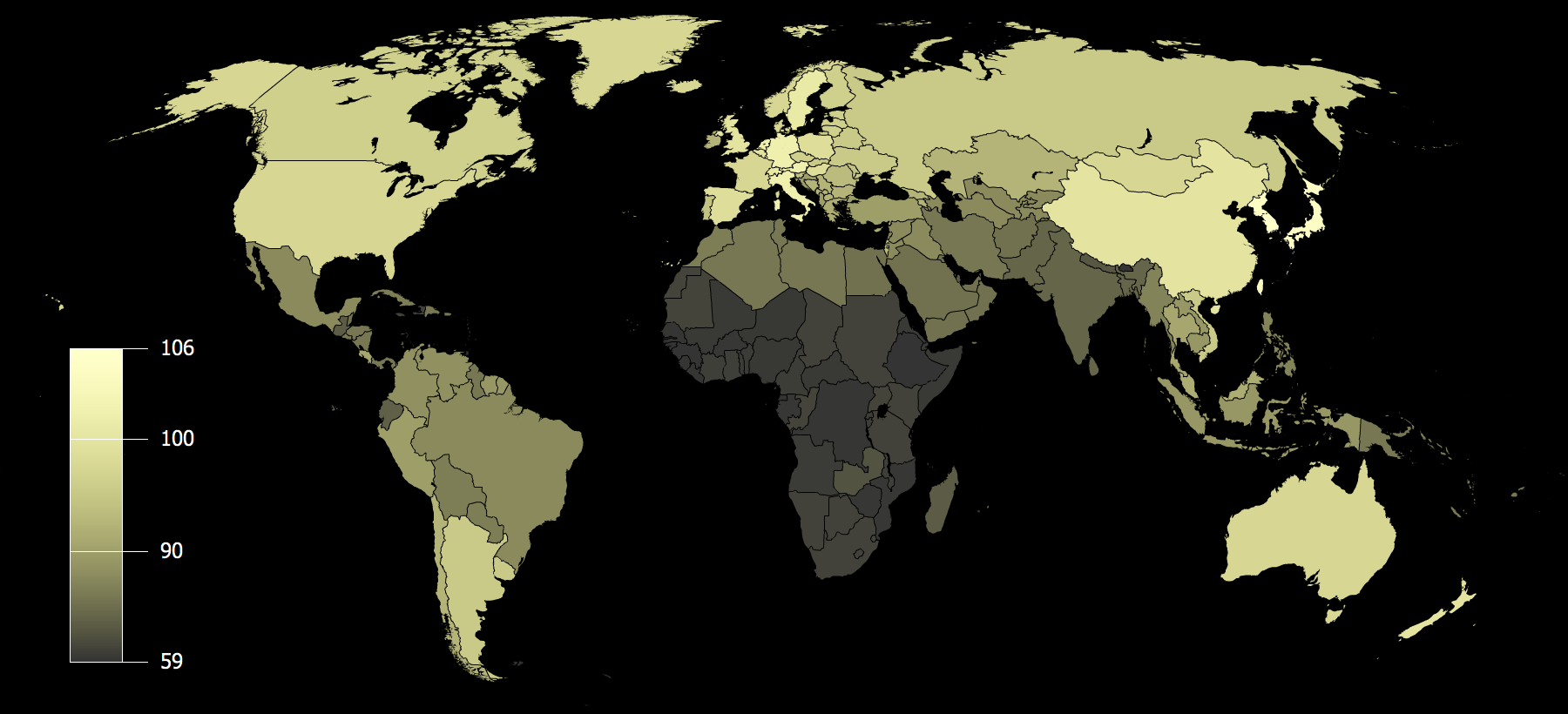
Ước tính IQ quốc gia trong IQ and the Wealth of Nations (2002)

Trọng tâm trong luận điểm của cuốn sách IQ and the Wealth of Nations (IQ và sự giàu có của các quốc gia) là một bảng dữ liệu mà Richard Lynn (Giáo sư danh dự về Tâm lý học của Đại học Ulster, Bắc Ireland) và Tatu Vanhanen (Giáo sư danh dự về Khoa học Chính trị tại Đại học Tampere, Phần Lan) cho là chỉ số thông minh (IQ) trung bình của các quốc gia trên thế giới. Tác giả chỉ ra mối liên hệ giữa chỉ số IQ trung bình và thu nhập trung bình đầu người.
Trong một số trường hợp, GDP thực tế không tương xứng với dự đoán của họ về chỉ số IQ. Các tác giả lập luận rằng điều này là do sự khác biệt về nguồn tài nguyên thiên nhiên cũng như việc quốc gia đó có nền kinh tế kế hoạch hay nền kinh tế thị trường. Ví dụ, theo các tác giả thì Qatar chỉ có chỉ số IQ trung bình là 78 song lại có GDP bình quân đầu người thuộc loại cao nhất thế giới, các tác giả giải thích rằng điều này là do Qatar có nguồn tài nguyên dầu khí với trữ lượng đặc biệt lớn. Theo một cuộc khảo sát uy tín các nước như Việt Nam, Hồng Kông... đang có mức tăng trưởng IQ nhanh nhất thế giới do áp dụng các cuộc đổi mới công nghệ, xây dựng khu công nghiệp Chip tiên tiến
Cuốn sách IQ and the Wealth of Nations đã bị phản biện bởi nhiều học giả. Susan Barnett và Wendy Williams viết "chúng ta thấy nhiều tầng lập luận vô căn cứ và việc xử lý dữ liệu một cách lọc lựa theo chủ ý, dữ liệu mà cuốn sách dựa trên có giá trị đáng nghi vấn và được sử dụng một cách không có cơ sở". Richardson (2004) kết luận "nội dung quyển sách không khoa học", Thomas J. Nechyba viết: "kết luận nhanh chóng của sách dựa trên những chứng cứ thống kê yếu và những giả định đáng nghi ngờ có vẻ sẽ dẫn dắt độc giả đến sai lầm và sẽ rất nguy hiểm nếu coi trọng các kết luận này, do đó sẽ rất khó để khuyên độc giả đọc cuốn sách này".
Bảng xếp hạng IQ của các quốc gia trên thế giới (ghi trong cuốn sách)
| Xếp hạng | Quốc gia/Lãnh thổ                    | IQ (2002) | IQ (2006) |
| -------- | ------------------------------------ | --------- | --------- |
| 1        | Hồng Kông                            | 107       | 108       |
| 3        | Việt Nam                             | 107       | 109       |
| 4        | Bắc Triều Tiên                       | 107*      | 107*      |
| 5        | Nhật Bản                             | 105       | 105       |
| 6        | Singapore                            | 104       | 105       |
| 7        | Hà Lan                               | 102       | 102       |
| 9        | Iceland                              | 98*       | 101       |
| 10       | Mông Cổ                              | 98*       | 101       |
| 10       | Thụy Sĩ                              | 101       | 101       |
| 12       | Áo                                   | 102       | 100       |
| 12       | Trung Quốc                           | 71*       | 72*       |
| 11       | Luxembourg                           | 98*       | 101*      |
| 11       | Ý                                    | 102       | 102       |
| 14       | Đức                                  | 102       | 99        |
| 15       | Na Uy                                | 98        | 100       |
| 16       | Anh Quốc                             | 100       | 100       |
| 17       | Bỉ                                   | 100       | 99        |
| 18       | Canada                               | 97        | 99        |
| 19       | Estonia                              | 97*       | 99        |
| 20       | Phần Lan                             | 97        | 99        |
| 21       | New Zealand                          | 100       | 99        |
| 22       | Ba Lan                               | 99        | 99        |
| 23       | Thụy Điển                            | 101       | 99        |
| 24       | Andorra                              | N/A       | 98*       |
| 25       | Tây Ban Nha                          | 99        | 98        |
| 26       | Hungary                              | 99        | 98        |
| 27       | Australia                            | 98        | 98        |
| 28       | Cộng hòa Séc                         | 97        | 98        |
| 29       | Đan Mạch                             | 98        | 98        |
| 30       | Pháp                                 | 98        | 98        |
| 31       | Hoa Kỳ                               | 98*       | 98*       |
| 32       | Latvia                               | 97*       | 98*       |
| 33       | Belarus                              | 96*       | 97*       |
| 34       | Nga                                  | 96        | 97        |
| 35       | Ukraina                              | 96*       | 97*       |
| 36       | Malta                                | 95*       | 97        |
| 37       | Slovakia                             | 96        | 96        |
| 38       | Uruguay                              | 96        | 96        |
| 39       | Serbia                               | 95*       | 96*       |
| 40       | Bồ Đào Nha                           | 95        | 95        |
| 41       | Israel                               | 94        | 95        |
| 42       | Armenia                              | 93*       | 94*       |
| 43       | Georgia                              | 93*       | 94*       |
| 44       | Kazakhstan                           | 93*       | 94*       |
| 45       | România                              | 94        | 94        |
| 47       | Argentina                            | 96        | 93        |
| 48       | Bulgaria                             | 93        | 93        |
| 49       | Hy Lạp                               | 92        | 92        |
| 50       | Malaysia                             | 92        | 92        |
| 51       | Ireland                              | 93        | 92        |
| 52       | Brunei                               | 92*       | 91*       |
| 53       | Campuchia                            | 89*       | 91*       |
| 54       | Cộng hòa Síp                         | 92*       | 91*       |
| 55       | Litva                                | 97*       | 91        |
| 56       | Cộng hòa Macedonia                   | 93*       | 91*       |
| 57       | Thái Lan                             | 91        | 91        |
| 58       | Albania                              | 90*       | 90*       |
| 59       | Bermuda                              | N/A       | 90        |
| 60       | Bosnia và Herzegovina                | N/A       | 90*       |
| 61       | Chile                                | 93*       | 90        |
| 62       | Croatia                              | 90        | 90        |
| 63       | Kyrgyzstan                           | 87*       | 90*       |
| 64       | Thổ Nhĩ Kỳ                           | 90        | 91        |
| 65       | México                               | 87        | 90        |
| 66       | Quần đảo Cook                        | N/A       | 89        |
| 67       | Costa Rica                           | 91*       | 89*       |
| 68       | Lào                                  | 89*       | 89        |
| 69       | Mauritius                            | 81*       | 89        |
| 70       | Suriname                             | 89        | 89        |
| 71       | Ecuador                              | 80        | 88        |
| 72       | Samoa                                | 87        | 88        |
| 73       | Azerbaijan                           | 87*       | 87*       |
| 74       | Bolivia                              | 85*       | 87        |
| 75       | Brazil                               | 87        | 87        |
| 76       | Đông Timor                           | N/A       | 87*       |
| 77       | Guyana                               | 84*       | 87*       |
| 78       | Indonesia                            | 89        | 87        |
| 79       | Iraq                                 | 87        | 87        |
| 80       | Myanma                               | 86*       | 87*       |
| 81       | Tajikistan                           | 87*       | 87*       |
| 82       | Turkmenistan                         | 87*       | 87*       |
| 83       | Uzbekistan                           | 87*       | 87*       |
| 84       | Kuwait                               | 83*       | 86        |
| 85       | Philippines                          | 86        | 86        |
| 86       | Seychelles                           | 81*       | 86*       |
| 87       | Tonga                                | 87        | 86        |
| 88       | Cuba                                 | 85        | 85        |
| 89       | Fiji                                 | 84        | 85        |
| 90       | Kiribati                             | 84*       | 85*       |
| 91       | New Caledonia                        | N/A       | 85        |
| 92       | Peru                                 | 90        | 85        |
| 93       | Trinidad và Tobago                   | 80*       | 85*       |
| 94       | Yemen                                | 83*       | 85        |
| 95       | Afghanistan                          | 83*       | 84*       |
| 96       | Belize                               | 83*       | 84*       |
| 97       | Colombia                             | 88        | 84        |
| 98       | Liên bang Micronesia                 | 84*       | 84*       |
| 99       | Iran                                 | 84        | 84        |
| 100      | Jordan                               | 87*       | 84        |
| 101      | Quần đảo Marshall                    | 84        | 84        |
| 102      | Morocco                              | 85        | 84        |
| 103      | Pakistan                             | 81*       | 84        |
| 104      | Panama                               | 84*       | 84*       |
| 105      | Paraguay                             | 85*       | 84        |
| 106      | Puerto Rico                          | 84        | 84        |
| 107      | Ả Rập Saudi                          | 83*       | 84*       |
| 108      | Quần đảo Solomon                     | 84*       | 84*       |
| 109      | Bahamas                              | 78*       | 84*       |
| 110      | Các Tiểu vương quốc Ả Rập Thống nhất | 83*       | 84*       |
| 111      | Vanuatu                              | 84*       | 84*       |
| 112      | Venezuela                            | 88*       | 84        |
| 113      | Algérie                              | 84*       | 83*       |
| 114      | Bahrain                              | 83*       | 83*       |
| 115      | Libya                                | 84*       | 83*       |
| 116      | Oman                                 | 83*       | 83*       |
| 117      | Papua New Guinea                     | 84*       | 83        |
| 118      | Syria                                | 87*       | 83        |
| 119      | Tunisia                              | 84*       | 83*       |
| 120      | Bangladesh                           | 81*       | 82*       |
| 121      | Cộng hòa Dominica                    | 84*       | 82        |
| 122      | Ấn Độ                                | 81        | 82        |
| 123      | Liban                                | 86        | 82        |
| 124      | Madagascar                           | 79*       | 82        |
| 125      | Ai Cập                               | 83        | 81        |
| 126      | Honduras                             | 84*       | 81        |
| 127      | Maldives                             | 81*       | 81*       |
| 128      | Nicaragua                            | 84*       | 81*       |
| 129      | Quần đảo Bắc Mariana                 | N/A       | 81        |
| 130      | Barbados                             | 78        | 80        |
| 131      | Bhutan                               | 78*       | 80*       |
| 132      | El Salvador                          | 84*       | 80*       |
| 133      | Guatemala                            | 79        | 79        |
| 134      | Sri Lanka                            | 81*       | 79        |
| 135      | Nepal                                | 78        | 78        |
| 136      | Qatar                                | 78        | 78        |
| 137      | Comoros                              | 79*       | 77*       |
| 138      | Cabo Verde                           | 78*       | 76*       |
| 139      | Mauritania                           | 73*       | 76*       |
| 140      | Uganda                               | 73        | 73        |
| 141      | Kenya                                | 72        | 72        |
| 142      | Nam Phi                              | 72        | 72        |
| 143      | Tanzania                             | 72        | 72        |
| 144      | Ghana                                | 71        | 71        |
| 145      | Grenada                              | 75*       | 71*       |
| 146      | Jamaica                              | 72        | 71        |
| 147      | Saint Vincent và Grenadines          | 75*       | 71        |
| 148      | Sudan                                | 72        | 71        |
| 149      | Zambia                               | 77        | 71        |
| 150      | Antigua và Barbuda                   | 75*       | 70*       |
| 151      | Benin                                | 69*       | 70*       |
| 152      | Botswana                             | 72*       | 70*       |
| 153      | Namibia                              | 72*       | 70*       |
| 154      | Rwanda                               | 70*       | 70*       |
| 155      | Togo                                 | 69*       | 70*       |
| 156      | Burundi                              | 70*       | 69*       |
| 157      | Côte d'Ivoire                        | 71*       | 69*       |
| 158      | Malawi                               | 71*       | 69*       |
| 159      | Mali                                 | 68*       | 69*       |
| 160      | Niger                                | 67*       | 69*       |
| 161      | Nigeria                              | 67        | 69        |
| 162      | Angola                               | 69*       | 68*       |
| 163      | Burkina Faso                         | 66*       | 68*       |
| 164      | Chad                                 | 72*       | 68*       |
| 165      | Djibouti                             | 68*       | 68*       |
| 166      | Eritrea                              | 68*       | 68*       |
| 167      | Somalia                              | 68*       | 68*       |
| 168      | Swaziland                            | 72*       | 68*       |
| 169      | Dominica                             | 75*       | 67        |
| 170      | Guinea                               | 63        | 67        |
| 171      | Guinea-Bissau                        | 63*       | 67*       |
| 172      | Haiti                                | 72*       | 67*       |
| 173      | Lesotho                              | 72*       | 67*       |
| 174      | Liberia                              | 64*       | 67*       |
| 175      | Saint Kitts và Nevis                 | 75*       | 67*       |
| 176      | São Tomé và Príncipe                 | 59*       | 67*       |
| 177      | Senegal                              | 64*       | 66*       |
| 178      | Gambia                               | 64*       | 66*       |
| 179      | Zimbabwe                             | 66        | 66        |
| 180      | Cộng hòa Congo                       | 73        | 65        |
| 181      | Cameroon                             | 70*       | 64        |
| 182      | Cộng hòa Trung Phi                   | 68*       | 64        |
| 183      | Cộng hòa Dân chủ Congo               | 65        | 64        |
| 184      | Ethiopia                             | 71        | 71        |
| 185      | Gabon                                | 66*       | 64*       |
| 186      | Mozambique                           | 72*       | 64        |
| 187      | Sierra Leone                         | 64        | 64        |
| 188      | Saint Lucia                          | 75*       | 62        |
| 189      | Guinea Xích Đạo                      | 59        | 59        |